# ميدوسا 149
ميدوسا 149 (بالإنجليزية: 149 Medusa)‏ هو كويكب، يقع ضمن حزام الكويكبات. اكتشف في 21 سبتمبر 1875. وقد اكتشفه هنري جوزيف أناستاز.

## روابط خارجية
- ميدوسا 149 في قاعدة بيانات مختبر الدفع النفاث لأجرام النظام الشمسي الصغيرة

- الاكتشاف · مخطط المدار ·  العناصر المدارية · المعلمات المادية

- ميدوسا 149 على موقع ويكي سكاي: DSS2, SDSS, GALEX, IRAS, Hydrogen α, X-Ray, Astrophoto, Sky Map, Articles and images